# Pencahue
Pencahue (en mapudungun champ de potirons) est une commune du Chili faisant partie de la Province de Talca, elle-même rattachée dans la Région du Maule. En 2012, sa population s'élevait à 7 936 habitants. La superficie de la commune est de 957 km2 (densité de 8 hab./km2). La population est essentiellement rurale. On y perpétue la tradition des rodéos,. La commune se trouve à environ 240 kilomètres au sud de la capitale Santiago et 14 kilomètres à l'ouest-sud-ouest de Talca capitale de la Province de Talca.

Position de Pencahue (en rouge) au sein de la Région du Maule.